# وضع البدن المخفى
في الإبحار وحرب المُدرعات يعني مُصطلح الَبدن المَخفي (Hull-down) أو وضع البدن المخفي (المَحمي) أن الجزء العلوي، من السفينة أو المركبة، مرئي، ولكن الجزء السفلي الرئيسي (بَدن السفينة/مركبة القتال المدرعة) غير مرئي؛ يعني مصطلح البدن الظاهر (hull-up) أن كُل جسم المركبة مَرئي. نشأت المصطلحات مع الإبحار و الحرب البحرية حيث يتسبب إنحناء الأرض في ظهور شراع السفينة المقتربة أولًا. إبتداءً من القرن العشرين، تم استخدام وضع البدن المخفي أيضًا في الحروب المدرعة .
في الحرب المدرعة الحديثة، وضع الهيكل المخفي هو موقع تتخذه مركبة القتال المدرعة (AFV) بحيث يكون بدنها (الجزء الرئيسي من المركبة) خلف قمة أو أرض مُرتفعة أخرى، ولكن برج مدفعها (أو الهيكل العلوي أو السلاح المثبت على السقف) مكشوف. البرج المخفي Turret-down هو الموضع الذي يمكن لطاقم المركبة أن يُراقب فيه الأمام من فتحات السقف، لكن المركبة مخفية تمامًا. لا ينبغي كشف درع البطن (أسفل الدبابة) ، لأنه عرضة حتى للأسلحة المتواضعة المضادة للدبابات.

### تصميم الخزان

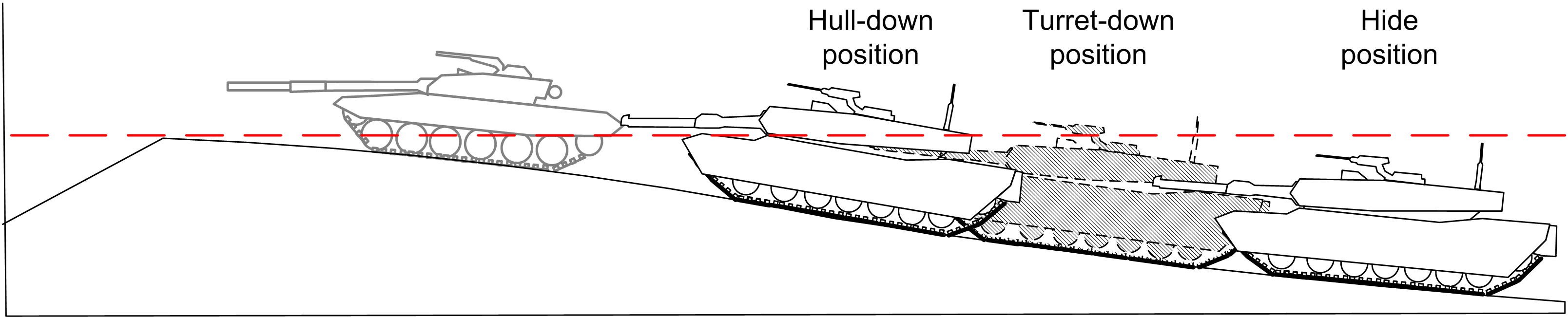
دبابة M1 Abrams (يمين) في موضع الهيكل والبُرج المَخفي، خلف قمة الأرض. يظهر على اليسار الوضع الأكثر تعرضًا للهيكل الذي تتبناه دبابة T-72 نظرًا لمدى انخفاض مدفعها الرئيسي المحدود (خمس درجات مقابل درجات عشر ل M1).

## السُفن

سفينة على مسافات مختلفة

نظرًا لانحناء الأرض، سيكون الجزء العلوي للسفينة مرئيًا على مسافة أكبر بكثير من بدنها السفلي: على سبيل المثال، في الهواء الصافى، سيكون المراقب أعلى الصاري 130 قدم (40 م) فوق الماء قادرًا على رؤية قمة 130 أخرى قدم الصاري من أكثر من 24 ميل بحري (44 كـم)، و لكن سيكون بمقدوره رؤية الهيكل الكامل للسفينة الأخرى من 12 ميل بحري (22 كـم) .  كان اكتشاف ظاهرة الهيكل المخفي Hull-down في الإبحار ضروريًا لدحض نظرية الأرض المسطحة.

## الحرب المدرعة

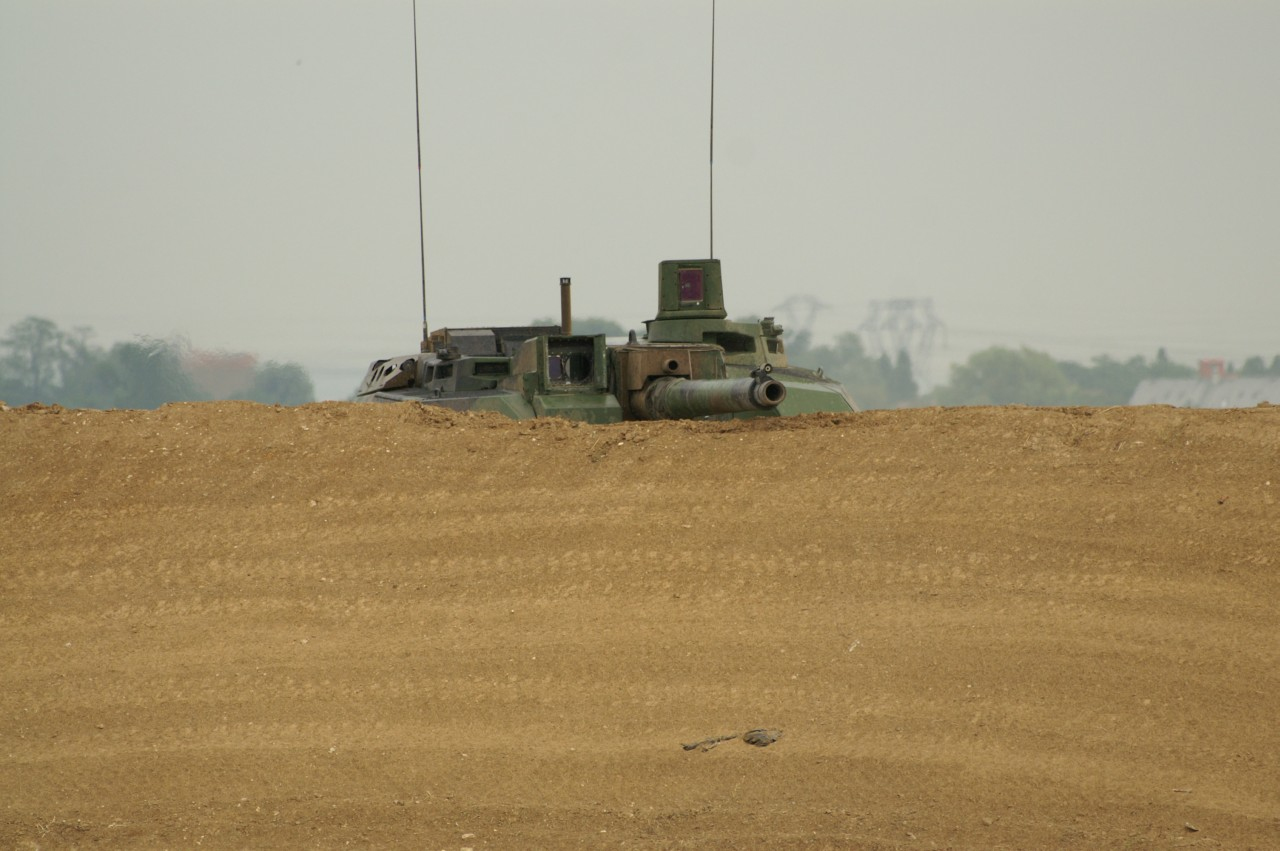
دبابة لوكلير Leclerc في وضع الهيكل المخفي. لاحظ منظار المراقبة الذي سيسمح للقائد بالمراقبة بينما هو في البرج.

في الحرب المدرعة الحديثة، وضع الهيكل المخفي هو وضع تشغله مركبة القتال المصفحة (AFV) بحيث يكون بدنها (الجزء الرئيسي من المركبة) خلف قمة أو أرض مرتفعة أخرى، ولكن برجها (أو الهيكل العلوي أو السلاح المثبت على السقف) مكشوف. هذا يسمح لها بالمراقبة وإطلاق النار على الأرض أمامها، في حين أن الهيكل المحمي من نيران العدو خلف الغطاء الصلب. تعد الاستفادة من أوضاع الهيكل عنصرًا من عناصر الحركة التكتيكية .

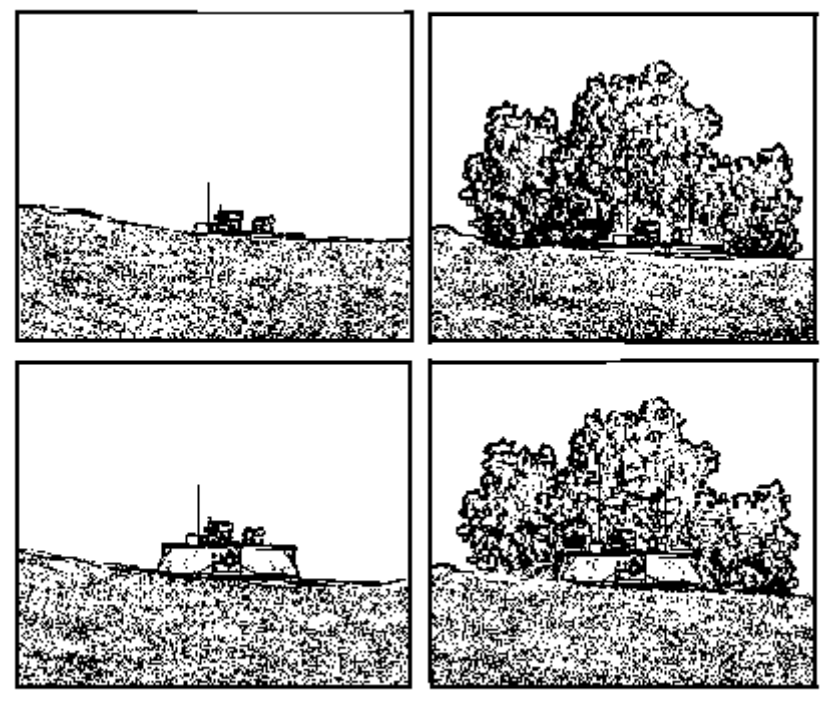
منظر أمامي لدبابة في وضعيات البرج و الهيكل المُختفي. من الصعب ملاحظة المركبة في الوضع ذي الخلفية أكثر من المركبة المُحاطة بالسماء.